# Charles Gordon-Lennox (6. książę Richmond)
Charles Henry Gordon-Lennox, 6. książę Richmond, 6. książę Lennox i 1. książę Gordon KG (ur. 27 lutego 1818 w Londynie, zm. 27 września 1903 w Gordon Castle) – brytyjski arystokrata i polityk, najstarszy syn Charlesa Gordona-Lennoksa, 5. księcia Richmond i Lennox, oraz lady Caroline Paget, córki 1. markiza Anglesey. Od urodzenia tytułowany był hrabią Marchii.

## Życiorys
Wykształcenie odebrał w Westminsterze i Christ Church na Uniwersytecie Oksfordzkim. Na studiach przez krótki czas grał w krykieta. Później Służył w Królewskiej Gwardii Konnej (Royal Horse Guards) i był adiutantem księcia Wellington.
Karierę polityczną rozpoczął w 1841 r., kiedy to został wybrany do Izby Gmin z okręgu West Sussex z ramienia Partii Konserwatywnej. W 1859 r. został członkiem Tajnej Rady. Rok później odziedziczył po swoim ojcu tytuły księcia Richmond i Lennox, wskutek czego zasiadł w Izbie Lordów. W 1867 r. został kawalerem Orderu Podwiązki. Sprawował wiele funkcji w kolejnych konserwatywnych rządach. Był dwukrotnie przewodniczącym Zarządu Handlu (1867-1868, 1885), Lordem Przewodniczącym Rady (1874-1880) i ministrem ds. Szkocji (1885-1886). W 1876 r. został mianowany 1. księciem Gordon. Był również kanclerzem uniwersytetu w Aberdeen od 1851 r. aż do swojej śmierci.
28 listopada 1843 r. w kościele św. Jerzego przy Hanover Square w Londynie poślubił Frances Harriett Greville (8 marca 1824 – 8 marca 1887), córkę Algernona Fredericka Greville’a i Charlotte Cox, córki R.H. Coksa. Charles i Frances mieli razem czterech synów i dwie córki:
- Caroline Gordon-Lennox (12 października 1844 – 2 listopada 1934)
- Charles Henry Gordon-Lennox (27 grudnia 1845 – 18 stycznia 1928), 7. książę Richmond, 7. książę Lennox i 2. książę Gordon
- Algernon Charles Gordon-Lennox (19 września 1847 – 3 października 1921), ożenił się z Blanche Maynard, miał jedną córkę, Ivy Gordon-Lennox, która poślubiła 7. księcia Portland
- kapitan Francis Charles Gordon-Lennox (30 lipca 1849 – 1 stycznia 1886)
- Florence Gordon-Lennox (21 czerwca 1851 – 21 lipca 1895)
- Walter Charles Gordon-Lennox (29 lipca 1865 – 21 października 1922), ożenił się z Alice Ogilvie-Grant, miał dzieci